# Yukio Seki
Pour les articles homonymes, voir Yukio.
Yukio Seki (関行男, Seki Yukio, 29 août 1921 - 25 octobre 1944) est un pilote de l'aviation embarquée japonaise pendant la Seconde Guerre mondiale.

## Biographie
Il a longtemps été considéré comme le premier kamikaze à atteindre et couler un navire ennemi lors de la seconde attaque officielle kamikaze. La première attaque kamikaze de l'histoire fut menée par l'enseigne de vaisseau Yoshiyasu Kuno le 21 octobre 1944 lors de la bataille du golfe de Leyte, mais elle échoua.
La deuxième attaque fut organisée en trois groupes de kamikazes le 25 octobre et le lieutenant Seki menait le deuxième groupe. Le navire coulé était le porte-avions d'escorte USS St. Lo. Selon le témoignage de Hiroyoshi Nishizawa, Seki coula définitivement le St. Lo en se jetant sur lui, mais un autre témoignage rapporte qu'un autre pilote était revenu à la base en disant l'avoir coulé avec une bombe. Ces témoignages contradictoires sont donc à l'origine de la controverse concernant le premier navire américain à être coulé par une attaque kamikaze, et l'identité des pilotes suicides impliqués dans l'attaque.
Avant de partir en mission, le lieutenant Yukio Seki aurait déclaré ceci : « L'avenir du Japon est bien morne s'il est obligé de tuer l'un de ses meilleurs pilotes. Je ne fais pas cette mission pour l'Empereur ou l'Empire… Je le fais car j'en ai reçu l'ordre ! ».